# Заурбеков, Мехроб
Мехроб Заурбеков (11 февраля 1982) — таджикский футболист, игравший на позиции защитника, позднее — футбольный тренер. Двукратный чемпион Таджикистана, мастер спорта РТ.

## Биография

### Карьера игрока
Начал взрослую карьеру, выступая за клуб «СКА» (Кумсангир), позднее преобразованный в «Панджшер» (Колхозабад). В 1996 году в возрасте 14 лет[уточнить] стал лучшим бомбардиром клуба, забив 18 голов в чемпионате Таджикистана.
С 2003 года выступал за «Вахш», в его составе перешёл на позицию защитника. Был капитаном команды. Становился обладателем Кубка страны (2003) и двукратным чемпионом (2005 и 2009), неоднократно становился медалистом чемпионата.

### Тренерская карьера
С 2014 года перешёл на тренерскую работу. В 2014—2015 годах возглавлял дублирующий состав «Вахша». В ноябре 2015 года получил тренерскую лицензию «А». С начала 2016 года назначен главным тренером клуба. В сезоне 2016 «Вахш» под его руководством занял восьмое место среди 10 участников чемпионата.

## Достижения
- Чемпион Таджикистана: 2005, 2009
- Обладатель Кубка Таджикистана: 2003
- Серебряный призёр чемпионата Таджикистана: 2004
- Бронзовый призёр чемпионата Таджикистана: 2006, 2007
- Финалист Кубка президента АФК: 2006